# Selection

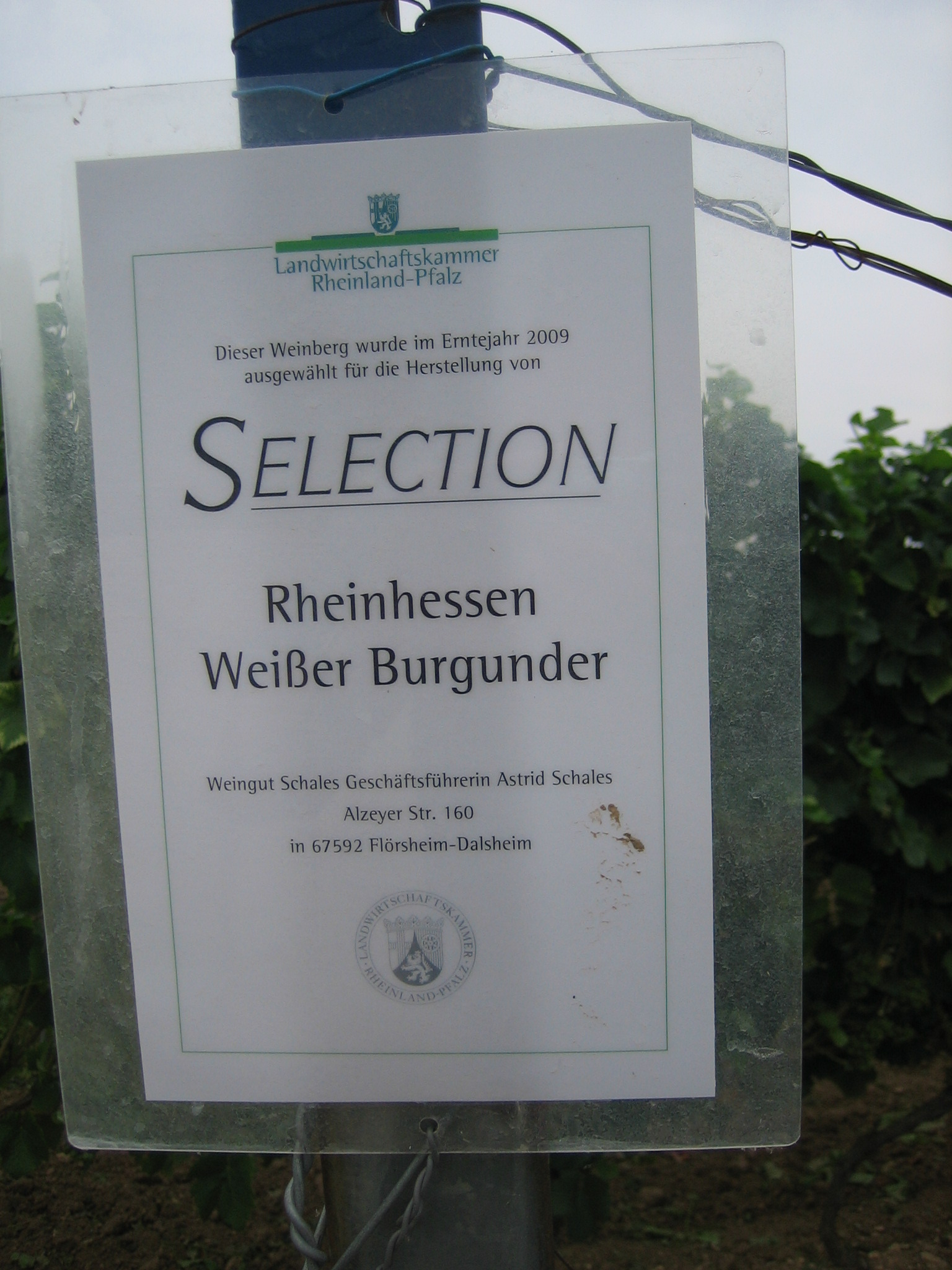
Ein für Selection gekennzeichneter Weinberg in Rheinhessen

Selection war seit 2000 eine nach deutschem Weinrecht für Qualitätsweine zugelassene Bezeichnung für Weine, die nach speziellen Richtlinien vinifiziert wurden und zugleich die höchste (von zwei) Stufen dieser Qualität war. Weniger hochwertige, aber noch in der Kategorie Profilwein eingestuft, sind Weine mit der Bezeichnung Classic. Beide müssen sortenreine, regionaltypische Weine repräsentieren. Die Bezeichnung wurde 2018 wegen zu geringer Markttiefe gestrichen.

## Besonderheiten
Die Zulassungsvoraussetzungen sind in § 32b und c der Weinverordnung geregelt. Die Angabe der Rebsorte ist wie auch bei Classic-Weinen verpflichtend. Nur wenige, regional-typische Rebsorten dürfen verwendet werden. In Rheinhessen, wo seit 1992 diese Qualitätsstufe als erste vor allen anderen deutschen Weinanbaugebieten eingeführt wurde, sind dies die sieben Sorten Riesling, Silvaner, Grauer Burgunder, Weißer Burgunder, Traminer, Spätburgunder und Blauer Portugieser. In der Pfalz, dem größten Anbaugebiet in Deutschland, sind dies Riesling, Müller-Thurgau, Silvaner, Kerner und Dornfelder. Insgesamt gelten strengere Verpflichtungen für den Anbau als für Classic-Weine, so dürfen beispielsweise durch Rebbeschnitt nur 60 Hektoliter pro ha (in Rheinhessen sogar nur höchstens 55 hl/ha) geerntet werden. Welche Rebsorten als typisch gelten, definiert die jeweilige Landesregierung. Der zur Weinherstellung verwendete Traubenmost darf nur einen natürlichen Mindestalkoholgehalt haben, der der Definition von „trocken“ entspricht, bei Riesling-Weinen nicht mehr als 12 Volumenprozent, wobei der Gesamtsäuregehalt nur das Eineinhalbfache besitzen darf. Weine, die eine der geforderten Mindestvoraussetzungen nicht erfüllen, dürfen – sofern deren Auflagen erfüllt sind – als Prädikatswein vermarktet werden. Die Zuteilung der Amtlichen Prüfungsnummer darf nicht vor dem 1. Mai des Erntefolgejahres erfolgen.

## Etikettierung
Das Deutsche Weininstitut hat für Selection-Weine einen geschützten Schriftzug zur Verfügung gestellt.

## Zugelassene Rebsorten für Classic Weine
- Pfalz: Riesling, Müller-Thurgau, Silvaner, Kerner und Dornfelder
- Rheinhessen: Riesling, Silvaner, Grauer Burgunder, Weißer Burgunder, Traminer, Spätburgunder und Portugieser